# Georgios Stamatopoulos
Georgios Stamatopoulos (griechisch Γεώργιος Σταματόπουλος, * 1963 in Athen) ist ein griechischer Künstler und Graveur bei der griechischen Nationalbank des 20. und 21. Jahrhunderts. Die von ihm entworfenen Münzen tragen seine Initialen „ΓΣ“ bzw. „ΣTAM“.

## Leben
Georgios Stamatopoulos hat die Rückseiten von allen acht griechischen Euromünzen und von einigen weiteren griechischen Sondermünzen entworfen.  Er hat auch zwei der europäischen Gemeinschaftsausgaben entworfen.

## Werke (Auswahl)
Die Bildseiten der folgenden 2-Euro-Sondermünzen hat Georgios Stamatopoulos entworfen:
- 2009: 10 Jahre Europäische Wirtschafts- und Währungsunion (WWU)
- 2010: 2500 Jahre Schlacht bei Marathon
- 2011: XIII. Special Olympics 2011
- 2013: 100. Jahrestag der Vereinigung Kretas mit Griechenland
- 2013: 2400. Jahrestag der Gründung der Platonischen Akademie
- 2014: 400. Todestag von Domínikos Theotokópoulos
- 2015: 75. Todestag von Spyros Louis
- 2015: Dreißigjähriges Bestehen der EU-Flagge
- 2016: 150. Jahrestag des Brandes im Kloster Arkadi
- 2016: 120. Geburtstag von Dimitri Mitropoulos
- 2017: 60. Todestag von Nikos Kazantzakis
- 2017: Archäologische Ausgrabungsstätte Philippi
- 2018: 75. Todestag von Kostis Palamas
- 2018: 70. Jahrestag der Vereinigung des Dodekanes mit Griechenland

## Galerie

1 Cent, Attische Triere
2 Cent, Korvette
5 Cent, Moderner Tanker
10 Cent, Rigas Velestinlis-Fereos
20 Cent, Ioannis Kapodistrias
50 Cent, Eleftherios Venizelos
1 Euro, 4-Drachmen-Münze Steinkauz
2 Euro, Die Entführung der Europa
Europäische Gemeinschaftsausgabe 10 Jahre WWU (2009)
Schlacht bei Marathon (2010)
Special Olympics (2011)
Kreta (2013)
Platon (2013)
Domínikos Theotokópoulos (2014)
Spyridon Louis (2015)
Europäische Gemeinschaftsausgabe Europaflagge (2015)
Kloster Arkadi (2016)
Dimitri Mitropoulos (2016)
Nikos Kazantzakis (2017)
Ausgrabungsstätte Philippi (2017)